# Club Deportivo Buzanada
El Club Deportivo Buzanada, actualmente conocido como Borussia,  es un club de fútbol de Buzanada, localidad del municipio de Arona ubicado al sur de la isla de Tenerife (Canarias, España). Actualmente su primer equipo milita en el grupo canario de la Tercera Federación. Fundado en 1976, buena parte de sus esfuerzos los dedica al fútbol base.

## Historia
El Club Deportivo Buzanada fue fundado en 1976 y en la temporada 1985-86 logra ascender a la categoría Preferente por primera vez en su historia. Acabaría la 1986-87 en el antepenúltimo lugar, dependiendo su permanencia de la promoción que disputarían el Club Deportivo Corralejo y el Club Deportivo Juventud Silense, los majoreros buscando ascender a Tercera División y los de Los Silos permanecer en ella. El Corralejo vencería en los dos partidos y el descenso del equipo tinerfeño obligaba a reestructurar las categorías inferiores, mandando al Buzanada de nuevo a Primera Regional. Durante las siguientes dos décadas décadas apenas destacó en el panorama balompédico regional. 
El equipo acaba la  temporada 2011-12 tercero de su grupo de Primera Categoría, puesto que permite a los hombres entrenados por Manolo Montero disputar los play-off de ascenso. Para lograr escalar de nivel necesitaba superar tres eliminatorias a ida y vuelta. La primera de ellas le enfrentó al Club Deportivo Puerto Cruz, saldándose el primer encuentro con la victoria del Buzanada por un tanto a cero. En el estadio de El Peñón un gol en el tiempo añadido dio el pase a los sureños al suponer el definitivo tres a dos que daba una victoria infructuosa a los portuenses. Su segundo rival en el camino sería el Atlético Unión Güímar. La ida se jugó en dos días y en dos campos diferentes, pues un apagón obligó a suspender el partido cuando aún quedaban cuarenta y cinco minutos por disputarse. El Buzanada aprovechó una clara superioridad numérica y acabaría venciendo por un marcador de 0-1. Este resultado sería a la postre determinante pues unos días más tarde los contrincantes igualarían a un tanto en el Clementina de Bello. La tercera y definitiva eliminatoria le mediría al Atlético San Juan de María Jiménez. Los santacruceros tomaron ventaja al vencer dos a uno en el primero de los choques, resultado que obligaba al Club Deportivo Buzanada a ganar en la vuelta. El cuadro aronero no falla y se impone por 1-0, consiguiendo ese 26 de junio de 2012 el ascenso a Preferente. Su segunda aventura en el escalón superior del fútbol regional no sería tan efímera como la anterior ya que terminaría la 2012-13 en octava posición, cumpliendo con el objetivo de la permanencia sin apuros.  

### La era Mazinho: tricampeón de Preferente, llegada a Tercera y campeonato de copa
De cara al nuevo ejercicio futbolístico Leandro Cabrera Morales, más conocido como Mazinho, releva a Manolo Montero al frente del banquillo sureño En la campaña 2013-14 el Club Deportivo Buzanada se proclama por primera vez campeón de la Preferente tinerfeña, credencial que no le sirvió para lograr el ascenso a Tercera División. A diferencia de anteriores temporadas el primer clasificado no ascendía directamente, estando obligado a superar dos eliminatorias para acceder a la cuarta división del fútbol español. Sin embargo el plantel dirigido por Mazinho no podría salvar la primera de ellas, sucumbiendo ante el Club Atlético Tacoronte. El Borussia, como es conocido cariñosamente por sus aficionados, salió derrotado en su visita a Tacoronte y posteriormente no pudo pasar del empate a cero en la vuelta. Este último choque, celebrado en el Clemetina de Bello, hubo de ser suspendido poco antes de su finalización debido a una supuesta agresión a un juez de línea. Sancionado el club con el cierre de su terreno de juego los aproximadamente diez minutos que restaban se disputaron en el campo municipal de Guargacho, lugar donde los tacoronteros aguantaron el resultado. Esta decepción deslució una buena temporada en la que también destacó su actuación en la Copa Heliodoro Rodríguez López, competición en la que también por primera vez alcanza la final. El 1 de mayo en el estadio de la capital tinerfeña el conjunto sureño no fue capaz de obtener el triunfo ante el Club Deportivo Mensajero, de superior categoría. El Buzanada plantaría cara pero caería derrotado por 1-0, viajando el trofeo a la isla de La Palma.
Revalidaría el título de Preferente en el siguiente ejercicio pero el sueño de subir al siguiente escalón futbolístico se esfumaría nuevamente. La Unión Deportiva Cruz Santa apearía al club de Arona en la primera ronda eliminatoria de los play-off, consumando su pase desde la tanda de penaltis. En el estadio La Suerte de la localidad realejera de la Cruz Santa los locales vencieron por un gol a cero, idéntico marcador con el que se llegaría a los lanzamientos desde los once metros en el Clementina de Bello que acabarían con la alegría de los visitantes.
En la siguiente campaña el campeón de la liga regular volvería a ascender directamente al nivel superior y a la tercera el Club Deportivo Buzanada conseguiría el ansiado premio. El 22 de mayo de 2016 el club certificó su ascenso a Tercera División al asegurarse en la penúltima jornada de liga el campeonato del grupo primero de Preferente. Esta primera posición posibilita al fin que el equipo se estrene en categoría nacional en la temporada 2016-17. Diez días antes, el 12 de mayo, los de Leandro Cabrera tuvieron la ocasión de agrandar tal histórica temporada. Esa fecha fue la elegida para la disputa de la final de la Copa Heliodoro Rodríguez López que enfrentaría en el recinto capitalino del mismo nombre al Buzanada con la Sociedad Deportiva Tenisca. El camino hacia la segunda final en este torneo para los tinerfeños no fue sencillo. En octavos eliminaron al Club Deportivo Santa Úrsula y en cuartos harían lo propio con la Unión Deportiva Cruz Santa, conjuntos ambos que competían en ese momento en Tercera División. En semifinales esperaba la Unión Deportiva Icodense de Preferente y en el doble enfrentamiento  sería decisivo el valor doble de los goles marcados fuera de casa. Los sureños vencerían en su campo por 1-0 y obtendrían el pase a la final en el partido de vuelta, pese a la derrota, con la obtención del gol en el añadido de la segunda mitad que supuso el definitivo marcador de dos goles a uno. El Tenisca afrontaba su décima final en esta competición una semana después de caer apeado de la lucha por alcanzar la Segunda División B tras la primera eliminatoria. Los palmeros se resarcieron de esta eliminación, que no empañaba una buena temporada en Tercera, con su segundo título de copa a consta de un Buzanada que salió derrotado claramente por tres goles a cero.
El 21 de agosto de 2016 el Buzanada debuta en categoría nacional aunque lo hace de forma amarga pues sale derrotado por 5-0 de su visita a Las Palmas Atlético. En la segunda jornada Facundo Scrollini Fernández entraría en la historia del club como el autor del primer tanto del equipo en Tercera División. El uruguayo abrió el marcador en el minuto doce adelantando a los locales en el partido que les enfrentaba contra el Club Deportivo Vera, el primero de la categoría que acogía el Clementina de Bello y que a la postre finalizaría con empate a un gol. La primera victoria llegaría en la cuarta jornada, el 10 de septiembre, fecha en la que el Borussia se impuso al Arucas Club de Fútbol por 2-0. Ocho días después los sureños lograrían el primer triunfo a domicilio al golear a la Unión Deportiva Lanzarote por 1-5. El Buzanada acabaría su primera campaña en este nivel en una cómoda décima posición con un balance de trece victorias, doce igualadas y trece derrotas. En la Copa Heliodoro alcanzaría de nuevo la final superando una reñida eliminatoria frente a la Unión Deportiva Las Zocas en semifinales. En la ida los de San Miguel de Abona tomaron ventaja al vencer por 3-1 pero en la vuelta el Buzanada conseguiría remontar ante su afición ganando por 3-0. Su rival en la gran final sería la Unión Deportiva Ibarra y la cita el 26 de abril. Ninguno de los dos conjuntos del municipio de Arona presentes en el césped del Heliodoro Rodríguez López conseguiría anotar durante el tiempo reglamentario. Ambos equipos acordaron prescindir de la prórroga por lo que el título se decidiría en una tanda de penaltis donde el Buzanada se impondría por 6-7. A la tercera fue la vencida, el Borrussia era campeón de la máxima copa regional, hecho por lo que fue recibido por las autoridades en el Ayuntamiento de Arona el 3 de mayo. Finalizada esta brillante temporada y tras cuatro años dirigiendo el equipo, los más exitosos en la historia del club, Mazinho anuncia su salida para entrenar al Club Deportivo Tenerife B.

### Etapa de Willy Barroso
Tras la marcha de Mazinho al filial blanquiazul, el "borrusia" tuvo que encontrar un nuevo relevo en los banquillos.
El primero en llegar fue Alexis Jerez, el cual había hecho una gran temporada con la UD Orotava en la Regional Preferente de la provincia de Tenerife. Ante la falta de experiencia y los malos resultados, Alexis fue cesado cuando el CD Buzanada perdió en La Palma contra el CD Mensajero, derrota que dejaba al conjunto sureño en la penúltima posición de la Tercera División grupo XII.
Esto dio paso a la llegada de Willy Barroso,un entrenador con gran experiencia y con un modelo futbolístico acorde al club.El entrenador se encargó de conseguir el objetivo de permanencia,algo que parecía un milagro después de la mala etapa de Alexis Jerez que dejó al equipo al borde de la regional preferente.Willy y sus pupilos consiguieron dar la vuelta a la tortilla y la localidad de Buzanada pudo contar con su equipo en la Tercera División de España un año más.
Barroso renovó y completó la temporada 2018/2019 en el "Borrusia". A pesar de las lesiones de grandes jugadores de su equipo,consiguió el objetivo de la permanencia en el Clementina de Bello contra el CD Mensajero por un tanto a cero en la jornada 36 y con tres juveniles sobre el terreno de juego.También cabe resaltar la llegada a otra semifinal de la Copa Heliodoro pero esta vez siendo eliminado por el Atlético Victoria.

Adonay Martín en la temporada 2022/23 consiguió un hecho histórico para el club quedando primer clasificado en la Preferente de Tenerife posteriormente dándole el ascenso al club en una de sus eliminatorias más duras de la historia del mismo, Adonay Martín conquistó el club con su buen juego y trabajo que quedará reflejado en la historia del club en dicha temporada.

## Todas las temporadas
| Temporada | División           | Posición | Copa del Rey |
| --------- | ------------------ | -------- | ------------ |
| 1980/81   | 2.ª Regional G III | 2°       |              |
| 1981/82   | 2.ª Regional G III | 1º       |              |
| 1982/83   | 1.ª Regional       | 6°       |              |
| 1983/84   | 1.ª Regional       | 12.º     |              |
| 1984/85   | 1.ª Regional       | 11.º     |              |
| 1985/86   | 1.ª Regional       | 1º       |              |
| 1986/87   | Preferente         | 14.º     |              |
| 1987/88   | 1.ª Regional       | 9.º      |              |
| 1988/89   | 1.ª Regional       | 3°       |              |
| 1989/90   | 1.ª Regional       | 5.º      |              |
| 1990/91   | 1.ª Regional       | 2.º      |              |
| 1991/92   | Preferente         | 15.º     |              |
| 1992/93   | Preferente         | 16.º     |              |
| 1993/94   | 1.ª Regional G I   | 6.º      |              |
| 1994/95   | 1.ª Regional G II  | 10.º     |              |
| 1995/96   | 1.ª Regional G II  | 14.º     |              |
| 1996/97   | 1.ª Regional G II  | 13.º     |              |
| 1997/98   | 1.ª Regional G II  | 5.º      |              |
| 1998/99   | 1.ª Regional G II  | 6.º      |              |
| 1999/00   | 1.ª Regional G II  | 10.º     |              |
| 2000/01   | 1.ª Regional G II  | 4.º      |              |
| 2001/02   | 1.ª Regional G II  | 15.º     |              |
| 2002/03   | 2.ª Regional G III | 7.º      |              |
| 2003/04   | 2.ª Regional G III | 1º       |              |
| 2004/05   | 2.ª Regional G III | 4.º      |              |
| 2005/06   | 2.ª Regional G III | 1º       |              |
| 2006/07   | 1.ª Regional G II  | 4.º      |              |
| 2007/08   | 1.ª Regional G II  | 5.º      |              |
| 2008/09   | 1.ª Regional G II  | 11.º     |              |
| 2009/10   | 1.ª Regional G II  | 9.º      |              |

| Temporada | División          | Posición | Copa del Rey |
| --------- | ----------------- | -------- | ------------ |
| 2010/11   | 1.ª Regional G II | 7.º      |              |
| 2011/12   | 1.ª Regional G II | 3.º      |              |
| 2012/13   | Preferente        | 8.º      |              |
| 2013/14   | Preferente G I    | 1º       |              |
| 2014/15   | Preferente G I    | 1º       |              |
| 2015/16   | Preferente G I    | 1º       |              |
| 2016/17   | 3.ªDivisión       | 10.º     |              |
| 2017/18   | 3.ªDivisión       | 15.º     |              |
| 2018/19   | 3.ªDivisión       | 14°      |              |
| 2019/20   | 3.ªDivisión       | 19°      |              |
| 2020/21   | 3.ªDivisión       | 4°       |              |
| 2021/22   | 3.ªFederación     | 12°      |              |
| 2022/23   | Preferente G I    | 1º       |              |
| 2023/24   | 3.ªFederación     | 12.º     |              |
| 2024/25   | 3.ªFederación     |          |              |

### Datos del club
- Temporadas en Tercera División: 8
- Temporadas en Preferente: 8
- Temporadas en Primera Regional: 23
- Temporadas en Segunda Regional: 6

## Estadio
El Club Deportivo Buzanada actúa como local en el campo municipal Clementina de Bello, recinto con capacidad para aproximadamente mil espectadores. El terreno de juego, otrora de tierra, cuenta con césped artificial desde el año 2002.

## Palmarés
- Copa Heliodoro Rodríguez López (1): 2016-17
- Preferente de Tenerife (4): 2013-14, 2014-15, 2015-16 y 2022-23.
- Primera Interinsular de Tenerife (1): 1985-86
- Segunda Interinsular de Tenerife (grupo III) (3): 1981-82, 2003-04, 2005-06.

### Premios y reconocimientos
- Trofeo Juan Padrón Morales, al equipo más deportivo de las Ligas Regionales: 2015-16
- Trofeo Ramón García Luengo, a la Deportividad: 2015-16